# 水野智則
水野 智則（みずの とものり、1970年7月14日 - ）は、埼玉県出身の俳優、元子役。明治学院大学社会学部卒業。既婚。合同会社Emmu所属。

## おもな出演

### テレビドラマ
- スーパー戦隊シリーズ（テレビ朝日）
  - 大戦隊ゴーグルファイブ（1982年2月6日 - 1983年1月29日） - 大山大介 役
  - 忍風戦隊ハリケンジャー 巻之三（2002年3月3日） - サラリーマン 役
  - 騎士竜戦隊リュウソウジャー 第9話（2019年5月12日） - サラリーマン 役
- 明るいなかま（NHK教育テレビ）
- 妻たちの課外授業（1985年 - 1986年、日本テレビ）
- 恋ノチカラ 第11話（2002年3月21日、フジテレビ)
- 元カレ 第5話（2003年8月3日、TBSテレビ）
- 不機嫌なジーン（2005年1月17日 - 3月28日、フジテレビ）
- 電車男（2005年7 - 9月、フジテレビ）
- プリマダム（2006年4 - 6月、日本テレビ）
- 電車男DELUXE 最後の聖戦（2006年9月23日、フジテレビ）
- 役者魂! 第1話（2006年10月17日、フジテレビ）
- 金曜プレステージ パパの涙で子は育つ（2007年6月15日、フジテレビ）
- オトコマエ! 第3回・第4回（2008年4月26日・5月3日、NHK総合） - 太平 役
- 僕の秘密★兵器 第4話（2009年10月23日、名古屋テレビ）
- 大河ドラマ（NHK）
  - 龍馬伝（2010年）
  - おんな城主 直虎（2017年）
  - 麒麟がくる（2020年） - 木助 役
  - 青天を衝け（2021年） - 吉村富太郎 役
  - どうする家康（2023年） - 土方雄久 役
  - べらぼう〜蔦重栄華乃夢噺〜（2025年） - 同心 役
- ジョーカー 許されざる捜査官 第7話・8話（2010年8月24日・31日、フジテレビ） - 江原 役
- カラマーゾフの兄弟（2013年、フジテレビ） - 杉山卓郎 役
- Oh,My Dad!! 第3話（2013年7月25日、フジテレビ） - 上野英雄 役
- もこみちのMIDNIGHT KITCHEN（2014年2月28日 - 3月21日、日本テレビ） - プロデューサ 役
- 月曜ゴールデン「湯けむりバスツアー桜庭さやかの事件簿5」（2014年4月28日、TBSテレビ） - 岸弘樹 役
- TEAM -警視庁特別犯罪捜査本部- 第6話（2014年5月21日、テレビ朝日） - 庄司幸夫 役
- 仮面ライダーシリーズ（テレビ朝日）
  - 仮面ライダードライブ 第5話・第6話（2014年11月9日・16日） - 倉持満 役
  - 仮面ライダービルド スピンオフドラマ「ROGUE」（2018年） - 柿沢治郎 役
  - 仮面ライダーガヴ 第45話（2025年7月27日） - 占い師/グラニュート・テ・ソー(声) 役
- ウロボロス〜この愛こそ、正義。 第1話（2015年1月16日、TBSテレビ） - 西田俊樹 役
- 水曜ミステリー9 北海道警事件ファイル 警部補 五条聖子3（2015年2月4日、テレビ東京） - 後藤司 役
- 警視庁捜査一課9係 season10 第8話（2015年6月17日、テレビ朝日） - 大隅真 役
- 民王（2015年7月24日 - 、）テレビ朝日） - 総理側近 役
- MARS〜ただ、君を愛してる〜（2016年1月23日-、日本テレビ） - 野口昭夫 役
- スペシャリスト 第5話（2016年2月11日、テレビ朝日） - ちゃめあん 役
- 世にも奇妙な物語'16秋の特別編「シンクロニシティ」（2016年10月8日、フジテレビ） - 運転手 役
- 忠臣蔵の恋〜四十八人目の忠臣〜（2016年9月24日 - 2017年2月25日、NHK総合） - 与八 役
- キャバすか学園 第5話・第6話 （2016年12月3日・10日、日本テレビ） - 高橋社長 役
- 真昼の悪魔 第1話（2017年2月4日、フジテレビ） - 加能学 役
- リバース 第1話（2017年4月14日、TBSテレビ） - 井塚 役
- 警視庁ゼロ係〜生活安全課なんでも相談室〜 SECOND SEASON 第4話（2017年8月18日、テレビ東京） - 西和也 役
- アシガール（2017年、NHK総合） - 勘兵衛 役
- 日曜ワイド 「越後純情刑事・早乙女真子」（2018年1月28日、テレビ朝日） - 大磯智春 役
- 日曜プライム 復讐捜査〜警察犬と刑事の殺人追跡行〜（2018年5月6日、テレビ朝日） - 滝本 役
- 犯罪の回送（2018年7月2日、テレビ東京） - 平塚幹夫 役
- ラストチャンス 再生請負人（2018年7月16日 - 9月3日、テレビ東京） - 吉岡 役
- フェイクニュース あるいはどこか遠くの戦争の話（2018年10月、NHK総合） - 真島健 役
- スキャンダル専門弁護士 QUEEN 第1話（2019年1月10日、フジテレビ） - 海老原蓮 役
- 刑事ゼロ 第2話（2019年1月17日、テレビ朝日） - 落合幸信 役
- やすらぎの刻〜道（2019年4月8日 - 2020年3月27日、テレビ朝日） - 浅井常吉 役
- ドクター彦次郎4（2019年7月4日、テレビ朝日） - 西野康文 役
- 時空探偵おゆう 大江戸科学捜査 第4話 - 第7話（2019年7月26日 - 8月16日、関西テレビ） - 総州屋伊兵衛 役
- ピュア! 〜一日アイドル署長の事件簿〜 第2話（2019年8月13日、NHK総合） - 中尾兼一 役
- ひみつ×戦士 ファントミラージュ! 第34話 (2019年11月24日、テレビ東京) - 竹本新八 役
- トップナイフ 第5話（2020年2月8日、日本テレビ） - 大久保鑑識官 役
- ケイジとケンジ〜所轄と地検の24時〜 最終話（2020年3月12日、テレビ朝日） - 清原浩晶 役
- 行動心理捜査官・楯岡絵麻 Season2 第5話（2020年5月9日、BSテレ東） - 久我沢仁志 役
- L 礼香の真実（2020年6月28日、Abemaプレミアム） - 芥川先生 役
- 竜の道 二つの顔の復讐者 第2話（2020年7月28日、関西テレビ・フジテレビ） - 真鍋祐介 役
- MIU404 第10話（2020年8月28日、TBSテレビ） - 工場長 役
- 働かざる者たち 第4話（2020年9月17日、テレビ東京） - マー坊 役
- K2 池袋署刑事課 神崎・黒木 第4話（2020年10月2日、TBSテレビ） - 前田卓司 役
- 恋する母たち 第6話・第7話（2020年11月27日・12月4日、TBSテレビ） - 生島達治 役
- 青のSP―学校内警察・嶋田隆平―（2021年、フジテレビ） - 今野栄作 役
- イチケイのカラス（2021年、フジテレビ） - 門田光彦 役
- さまよう刃（2021年、WOWOW） - 伴崎郁雄 役
- TOKYO MER〜走る緊急救命室〜 第4話（2021年7月25日、TBSテレビ） - 汐里の父 役
- 潜水艦カッペリーニ号の冒険（2022年1月3日、フジテレビ） - 町の男性 役
- 逃亡医F 第1話（2022年1月15日、日本テレビ）
- 駐在刑事 Season3 第6話・最終話（2022年2月18・25日、テレビ東京） - 持田康文 役
- 邪神の天秤 公安分析班（2022年2月13日 - 4月17日、WOWOW） - 刑事 役
- ミステリと言う勿れ 第11話（2022年3月21日、フジテレビ） - ホームレス・加藤 役
- マイファミリー 第2話・第4話（2022年4月17日・5月1日、TBSテレビ） - 刑事総務課長 役
- 正直不動産 第3話（2022年4月19日、NHK総合） - 栗田 役
- メンタル強め美女白川さん 第5話・第8話・第9話（2022年5月5日・6月2日・6月9日、テレビ東京） ‐ 岡部郁郎 役
- 家庭教師のトラコ 第2話・第5話・第7話・第9話・最終話（2022年7月27日 - 9月21日、日本テレビ） - 高志の担任 / 宝くじ売り場店員 / 大学進学塾職員 / 野嶋光造の息子 / ブライダルスタッフ 役
- 鵜頭川村事件（2022年8月28日 - 10月2日、WOWOW） - 降谷茂 役
- 警視庁強行犯係 樋口顕 Season2 第8話（2022年9月2日、テレビ東京）- 井田善和 役
- ファーストペンギン! 第1話・第2話（2022年10月5日・12日、日本テレビ） - 県職員 役
- 永遠の昨日 第2話・第6話（2022年10月28日・11月24日、毎日放送） - トラックの運転手 役
- アトムの童 第7話（2022年11月27日、TBSテレビ） -  武田 役
- リエゾン -こどものこころ診療所-（2023年2月17日、テレビ朝日） - 学年主任 役
- 合理的にあり得ない 〜探偵・上水流涼子の解明〜　第1話（2023年4月17日 、関西テレビ/フジテレビ） - 松下昭二  役
- 育休刑事 第2話（2023年4月25日、NHK総合・NHK BS4K） - 松川一 役
- 波よ聞いてくれ 第5話（2023年5月19日、テレビ朝日） - 西木いさむ 役
- ウィスキペディア #61・#62・#63（2023年8月3日 - 、BSフジ） - 荒木慎太郎 役
- ブラックポストマン 第1話（2023年8月18日、テレビ東京） - 吉井正和 役
- 紅さすライフ 第1話・第3話・第6話（2023年7月24日・8月7日・8月28日、日本テレビ） - 佐々木宗司 役
- Re:リベンジ-欲望の果てに- 第9話（2024年6月6日、フジテレビ） - 中華料理屋店員 役
- 笑うマトリョーシカ 第3話（2024年7月12日、TBS） - 老人ホームそよかぜ苑の責任者 役
- 虎に翼 第76話・第80話（2024年7月15日・7月19日、NHK） - 警察官 役
- 新宿野戦病院 第3話（2024年7月17日、フジテレビ） - タクシー運転手 役
- ビリオン×スクール 最終話（2024年9月13日、フジテレビ） - 神楽 役[1]
- ヒロシの心霊キャンプ 第7話「テントの中と外」（2024年10月31日、BS日テレ） - 山岳救助隊員・種崎 役[2]
- 日本一の最低男 ※私の家族はニセモノだった 第3話・第8話（2025年1月23日・2月27日、フジテレビ） - PTA会長 役[3]
- 相続探偵 第4話・第5話（2025年2月15日・22日、日本テレビ） - 坂本 役[4]
- 家政婦クロミは腐った家族を許さない 第8話（2025年3月1日、テレビ東京） - 笹木 役[5]
- 特捜9 final season 第7話（2025年5月21日、テレビ朝日） - 百合岡久伸 役[6]
- 浅草ラスボスおばあちゃん 第1話・第2話（2025年7月5日・13日、東海テレビ・フジテレビ） - 管理人・不破 役[7]
- 奪い愛、真夏 第3話（2025年8月8日、テレビ朝日） - 守衛 役[8]

### ラジオドラマ
- 特集オーディオドラマ （NHK-FM）
  - 『うつくしい靴』（2024年12月21日）[9] - 靴量販店店員 役

### 映画
- 多摩川少女戦争（2002年6月22日公開、スペースクリックコム）
- 魁!!クロマティ高校THE★MOVIE（2005年7月23日公開、メディア・スーツ）
- さくらん（2007年2月24日公開、アスミック・エース）
- 20世紀少年 最終章 ぼくらの旗（2009年8月29日公開、東宝）
- MARS 〜ただ、君を愛してる〜（2016年6月18日公開、ショウゲート） - 野口昭夫 役
- シン・ゴジラ（2016年7月29日公開、東宝） - 会田晴臣 内閣官房副長官 役[10]
- Please Please Please（2017年1月14日公開、パーフェクト・ワールド） - 水島 役
- 翔んで埼玉（2019年2月22日公開、東映） - 与野支部長 役
  - 翔んで埼玉 〜琵琶湖より愛をこめて〜（2023年11月23日公開、東映）[11]

### 劇場アニメ
- バケモノの子（2015年7月11日公開、東宝）

### オリジナルビデオ
- ROGUE（2018年） - 柿沢治郎 役